# Fiorella Mari
Fiorella Colpi, cunoscută ca Fiorella Mari (n. 21 iunie 1928, São Paulo, São Paulo, Brazilia – d. 2 martie 1983, Roma, Italia), a fost o actriță italiană.